# Matiašovce
Matiašovce é um município da Eslováquia, situado no distrito de Kežmarok, na região de Prešov. Tem 17,5 km² de área e sua população em 2018 foi estimada em 812 habitantes.

## Demografia
| Ano:        | 1994 | 2004   | 2014   | 2024   |
| ----------- | ---- | ------ | ------ | ------ |
| Broj ljudi: | 747  | 781    | 789    | 851    |
| Razlika:    |      | +4,55% | +1,02% | +7,85% |

| Ano:               | 2023 | 2024   |
| ------------------ | ---- | ------ |
| Número de pessoas: | 832  | 851    |
| Diferença:         |      | +2,28% |